# Гайден (Аппенцелль-Ауссерроден)
Гайден (нім. Heiden AR) — громада  в Швейцарії в кантоні Аппенцелль-Ауссерроден, округ Фордерланд.

## Географія
Громада розташована на відстані близько 170 км на схід від Берна, 21 км на схід від Герізау.
Гайден має площу 7,5 км², з яких на 18,3% дозволяється будівництво (житлове та будівництво доріг), 51,3% використовуються в сільськогосподарських цілях, 30,3% зайнято лісами, 0,1% не є продуктивними (річки, льодовики або гори).

## Демографія
2019 року в громаді мешкало 4203 особи (+5,3% порівняно з 2010 роком), іноземців було 20,9%. Густота населення становила 562 осіб/км².
За віковим діапазоном населення розподілялося таким чином: 19,1% — особи молодші 20 років, 59,4% — особи у віці 20—64 років, 21,6% — особи у віці 65 років та старші. Було 1882 помешкань (у середньому 2,2 особи в помешканні).
Із загальної кількості 2799 працюючих 74 було зайнятих в первинному секторі, 933 — в обробній промисловості, 1792 — в галузі послуг.